# Mentewab
Mentewab, född i Qwara 1706, död 1773, var en etiopisk kejsarinna, gift med kejsar Bakaffa, mor till kejsar Iyasu II och farmor till kejsar Iyoas I.  Hon var Etiopiens regent under sin sons omyndighet från 1723 till 1730, och hans medregent från 1730 till 1755.

## Biografi

### Tidigt liv
Mentewab var dotter till Dejazmach Manbare av Dembiya och Woizero Yenkoy och härstammade från en före detta kejsardynasti i Etiopien. Hon vigdes vid kejsar Bakaffa i Qwara 6 september 1722, och fick en son och en dotter under sin tid som gift. 

### Regent
Året därpå avled Bakaffa och Mentewab blev regent som förmyndare för sin son. Hon inledde ett förhållande med makens nevö, som av hovet fick namnet Melmal Iyasu (Iyasu den hållne) och med vilken hon fick tre döttrar. Mentewab lät uppföra flera byggnadsverk i Gondar, bland annat ett eget palats, en bankettsal och en kyrka åt Madonnan av Qusquam. 

### Senare liv
När sonen blev myndig 1730 kröntes hon till hans officiella medregent och fortsatte som landets enda regent under hans regeringstid. Efter sonens död 1755 ledde hennes försök att behålla regeringen till en konflikt med hennes före detta svärdotter Welete Bersabe, som nu ville regera med sin son Iyoas I. Mentewab kallade då sina Qwarasläktingar till kamp mot Weletes Oromosläktingar. För att undvika ett blodbad tillkallade hon  Mikael Sehul som medlare, och utnämnde honom till furste. Sehul grep då istället själv makten. 
År 1769 lät Sehul mörda Iyoas I och gifte sig med Mentewabs dotter. Mentewab lämnade då Gondar och flyttade till Qusquam, där hon levde tillbakadraget till sin död. 